# Fotbal Club CFR Timişoara
Le CFR Timișoara est un club roumain de football basé à Timișoara. La plus grande performance du club est une 2ème place en Divizia A lors de la saison 1947-1948 et une finale de coupe de Roumanie la même année. L’équipe a été exclue de Liga II lors de la saison 2009-2010 à cause de problèmes financiers.
Depuis, le club est amateur et évolue en sixième division.

## Historique
- 1933 : fondation du club

## Palmarès
- Championnat de Roumanie
  - Vice-champion : 1948

- Championnat de Roumanie D2
  - Champion : 1970
  - Vice-champion : 1959, 1963, 1991

- Championnat de Roumanie D3
  - Champion : 1966, 1980, 1988, 2005

- Championnat de Roumanie D4
  - Champion : 2011

- Coupe de Roumanie
  - Finaliste : 1948